# مجتمع اخترشناسی و افلاک‌نمای خیام
مجتمع اخترشناسی و افلاک‌نمای خیام یکی از بزرگ‌ترین طرح‌های علمی و پژوهشی در ایران و خاورمیانه است. این مجتمع یکی از مراکز پژوهشی در نیشابور است. این مجتمع اخترشناسی و افلاک نما یکی از بزرگ‌ترین طرح‌های علمی و گردشگری ایران است. افلاک نمای خیام در نیشابور در نزدیکی آرامگاه خیام می‌باشد و با گذشت بیش از دو دهه این پروژه بزرگ هنوز به بهره‌برداری نرسیده‌است. این بنا بزرگ‌ترین افلاک نمای خاورمیانه است. 
مجتمع فرهنگی افلاک نمای خیام با زیربنای ۲ هزار و ۸۸۹ متر مربع شامل ۲ هزار و ۸۰۰ متر مربع سقف محصور، ۳۷ متر مربع رواق کناری، ۵۲ متر مربع کنسول و پیشامدگی ساختمان و سردر ورودی است که در سه طبقه احداث شده‌است.
این پروژه از سال ۱۳۷۹ به اداره کل فرهنگ و ارشاد اسلامی خراسان واگذار گردیده‌است طراحی معماری این پروژه توسط خلیل سهرابیان انجام گشته‌است.
در آذر ماه ۷۷ مولر (رئیس اخترشناسی زایس آلمان) در نامه‌ای به فرماندار نیشابور دربارهٔ همکاری با احداث این مجتمع نوشت که :
رسوم خود را حفظ کنید و پیشرفت بزرگ و بسزایی که لیاقت آن را دارید آغاز نمایید.
مدیریت و بهره‌برداری این افلاک نما در آبانماه ۱۴۰۱ از دانشگاه فردوسی مشهد سلب و به دانشگاه نیشابور واگذار شد.

## امکانات[۵]
- آسمان‌نما
- پژوهشکده اخترفیزیک
- کتابخانه
- گالری
- موزه قلب
- موزه سفالینه
- موزه علم
- سالن همایش

## نگارخانه

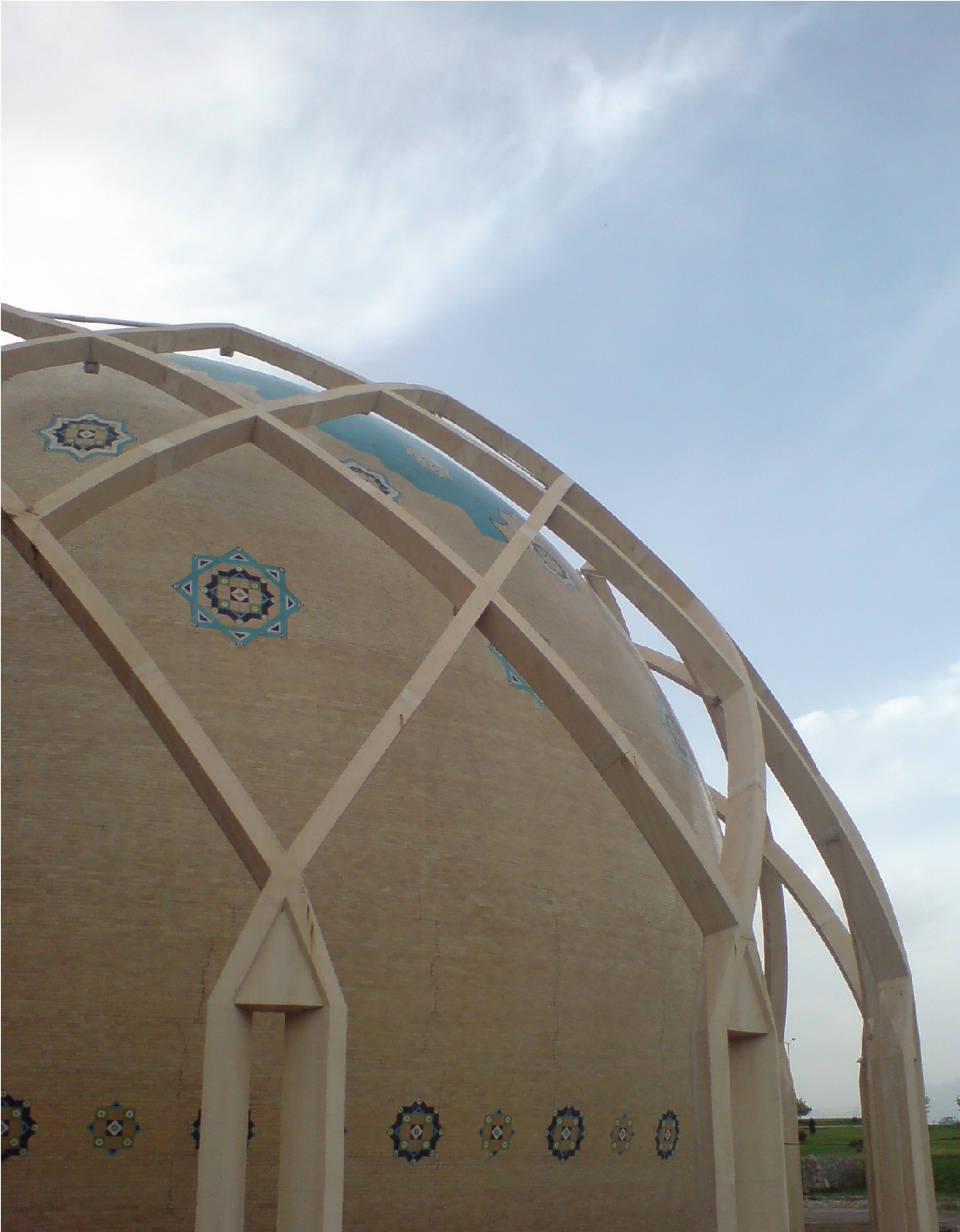
نمای گنبد افلاک نمای خیام
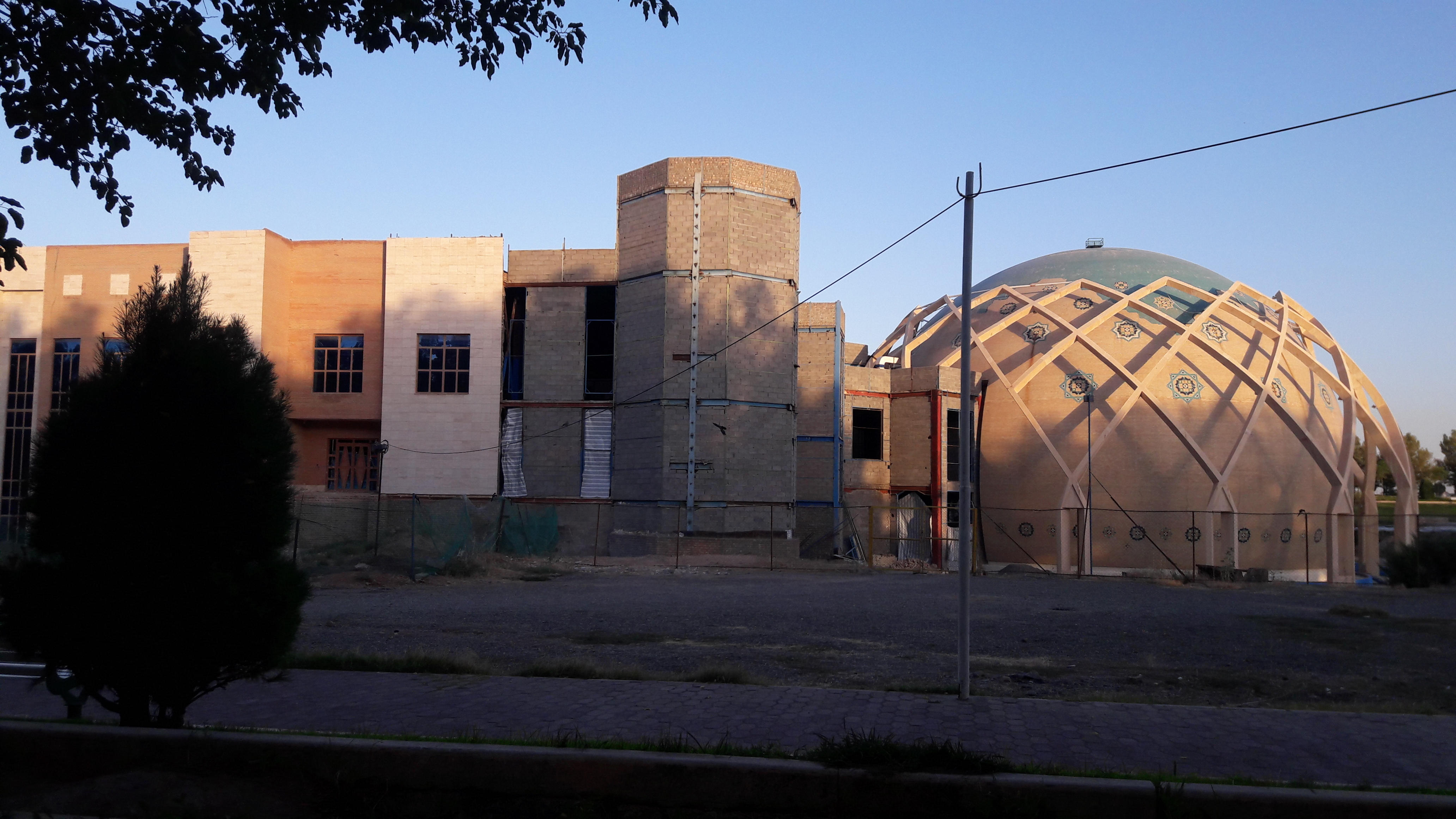
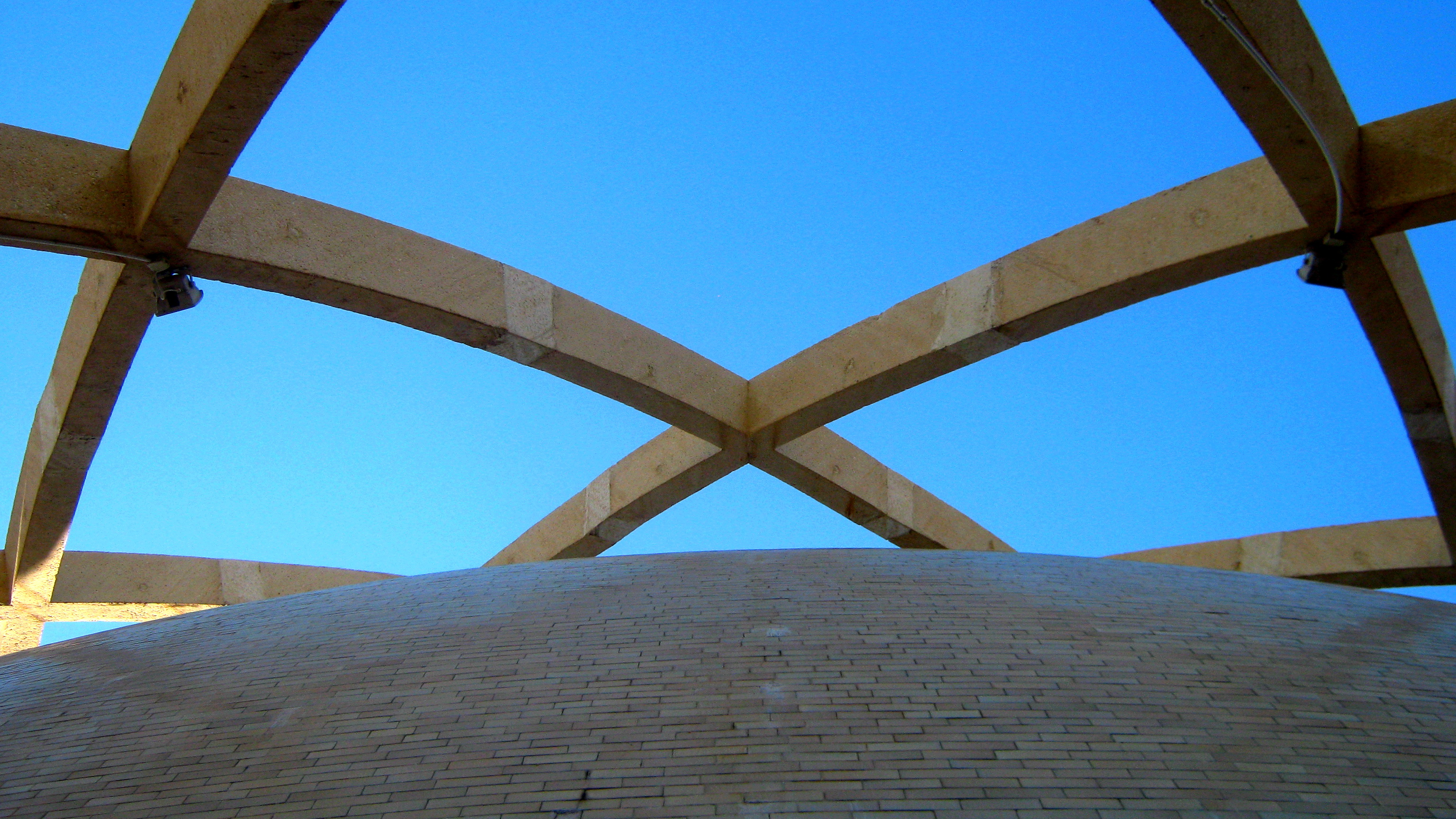